# Mohammed Oufkir
El general Mohammad Oufkir (àrab: محمد أوفقير, Muḥammad Ūfqīr; Ain Chair, 14 de maig de 1920 - Palau reial de Skhirate, 16 d'agost de 1972) va ser un oficial militar d'alt rang marroquí que va ocupar molts càrrecs governamentals importants. Tot i que oficialment es va suïcidar, se sospita que fou executat per la seva suposada participació en el fallit cop d'estat de 1972.

## Biografia
Mohammed Ufqir va néixer a Ain Chair, a la regió Tafilalt, fortalesa de l'Alt Atles amazic marroquí, al sud-est del Marroc, on el seu pare va ser nomenat paixà per Lyautey el 1910. El seu besavi era de Sidi Bel Abbès al nord-oest d'Algèria.
Va estudiar al Col·legi amazic d'Azrou prop Meknès. El 1939, va ingressar a l'Acadèmia Militar de Dar El Beida, i el 1941 es va allistar com a tinent de la reserva en l'exèrcit francès.
Durant Segona Guerra Mundial, va servir amb distinció en l'exèrcit francès (4t regiment de Tirailleurs del Marroc) a Itàlia en 1944, on guanyar la Croix de Guerre. També va ser guardonat amb l'Estrella de Plata el 1944 pel major general Alfred M. Gruenther, cap d'estat major del general Clark, després de la batalla de Monte Cassino. Després de la guerra, va lluitar amb les forces franceses a Vietnam des de 1947 fins a 1949, on el seu valor es va denominar "llegendari". El 1949 va ser ascendit a capità i nomenat per la Legió d'Honor.
Com a mà dreta del rei Hassan II en la dècada de 1960 i principi de 1970, Oufkir va portar la supervisió del govern als polítics, sindicalistes i l'establiment religiós. Va reprimir enèrgicament la protesta política a través de la policia i els militars, amb espionatge del govern generalitzat, judicis i nombroses mesures extralegals com homicidis i desaparicions forçades. Fou una figura temuda en els cercles dissidents, i va ser considerat extraordinàriament a prop del poder. La seva participació en la repressió de la revolta del Rif de 1958-1959 li va valdre el sobrenom de carnisser del Rif. Una de les seves víctimes més famoses ha estat el conegut polític del tercer món Mehdi Ben Barka, que va «desaparèixer» a París el 1965. Un tribunal francès el va declarar culpable de l'assassinat.
El 1967 Oufkir va ser nomenat ministre de l'Interior, augmentant enormement el seu poder a través d'un control directe sobre la major part de l'aparell de seguretat. Després d'un fallit cop militar republicà el 1971, va ser nomenat cap de l'Estat Major i ministre de defensa, i es va dedicar a purgar l'exèrcit i a promoure els seus seguidors personals. El seu domini de l'escena política marroquina era ara gairebé completa, amb el rei cada vegada més dependent d'ell per contenir el descontentament.
Oufkir va ser acusat de planejar l'intent de cop d'estat de 1972 contra el rei Hassan II. Encara que fonts oficials van afirmar que el general s'havia suïcidat en resposta al fracàs del cop, la seva filla, Malika Oufkir, al seu llibre La prisonnière, diu haver vist cinc ferides de bala al cos del seu pare, totes en posicions no consistents amb el suïcidi. Generalment s'accepta fora dels cercles oficials que Oufkir va ser executat per les forces lleials a la monarquia marroquina.
Sota les ordres del rei, tota la família d'Oufkir va ser enviada a camps de presoners secrets al desert. No van ser alliberats fins 1991, després de la pressió americana i europea sobre el govern. Després de cinc anys sota estreta vigilància policial, van fugir a França. Aquesta història és detallada per la filla Malika Oufkir al llibre La prisonnière. La seva esposa Fàtima i el seu fill Raouf també van publicar llur versió de la història del període.